# Індійська тентова черепаха
Індійська тентова черепаха (Pangshura tentoria) — вид черепах з роду Покрівельна черепаха родини Азійські прісноводні черепахи. Має 3 підвиди.

## Опис
Загальна довжина карапаксу досягає 26,5 см. Спостерігається статевий диморфізм: самиці більші за самців. Голова помірного розміру. Шкіра на голові розділена на щитки. Карапакс еліптичний, дахоподібний, розширюється у задній частині. По середині карапакса йде кіль з добре вираженим виступом на 3-му щитку. Загалом карапакс має схожість із тентом. Звідси походить назва цієї черепахи. Пластрон довгий і вузький. На лапах присутні добре розвинені перетинки.
Колір голови коливається від оливкового до сірого з червоними плямами позаду тимпаничного щитка. Щелепи жовті або рожеві. Шия сіра або маслинова зі світлими смугами, які можуть бути відсутніми. Забарвлення карапаксу мінливе: від коричневого до оливкового, можливо з червоною або помаранчевою смугою, яка розділяє реберні і крайові щитки. Пластрон жовтого кольору з темними плямами на кожному щитку. Кінцівки забарвлені у сірий колір.

## Спосіб життя
Полюбляє струмки й річки з м'яким дном і рясною рослинністю. Самиці майже повністю травоїдні, самці й молодняк черепах вживають небагато тваринної їжі.
Самиця у жовтні або листопаді відкладає у гнізда 15—26 см глибиною 3—12 білих і подовжених яєць розміром 40—48x25—29 мм. Інкубаційний період триває до 4 місяців.

## Розповсюдження
Мешкає у басейні річок Інд, Нармада та Брахмапутра на півночі Індії й в Бангладеш.

## Підвиди
- Pangshura tentoria tentoria
- Pangshura tentoria circumdata
- Pangshura tentoria flaviventer